# Càstor (escriptor)
|  | No s'ha de confondre amb Càstor de Galàcia. |

Càstor (en grec Κάστωρ) era un gramàtic i retòric grec nascut a  Rodes, o bé a Massília o potser a Galàcia. Va rebre el sobrenom de Φιλορώμαιος ("amic dels romans"), i es creu que va viure en temps de Ciceró i Juli Cèsar.
Suides enumera les seves obres:
- Ἀναγραφὴ τῶν θαλασσοκρατησάντων (en 2 llibres).
- Χρονικὰ ἀγνοήματα, al que també en fa referència Apol·lodor.
- Περὶ ἐπιχειρημάτων (en 9 llibres).
- Περὶ πειθοῦς (en 5 llibres).
- Περὶ τοῦ Νείλον.
- Τέχνη ῥητορικὴ (que es conserva en part).

És probablement autor d'un llibre de cronologia anomenat χρονικὰ o χρονολογία, al que s'hi refereix algunes vegades Eusebi de Cesarea, que podria ser el mateix llibre que χρονικὰ ἀγνοήματα. Sovint se'l menciona com una autoritat en temes històrics i, tret que alguna de les obres anteriors fos d'història, s'haurien perdut les d'aquest tema.
Suides diu que era gendre del rei Deiotarus I de Galàcia però l'anomena senador romà, i també diu que el rei va fer executar a Càstor i la seva dona perquè l'havien acusat davant Juli Cèsar. Segons Estrabó aquest Castor tenia el renom de Saoconidarius i fou executat pel seu sogre. Però és dubtós que sigui la mateixa persona que l'escriptor, ja que Ciceró parla d'un Càstor denunciant del rei quan va fer un discurs en la seva defensa (Pro Deiotaro), i diu expressament que es tracta del Càstor net de Deiotarus, i que l'any 44 aC era molt jove, i se suposa que l'escriptor hauria viscut cap a la meitat del segle ii aC.